# Volker-Hinniger-Preis
Der Volker-Hinniger-Preis ist ein Kunstpreis der Stadt Bamberg. Er wird seit 1992 alle zwei bzw. seit 2002 alle drei Jahre an junge Künstler oder eng zusammenarbeitende Künstlergruppen von einer Fachjury vergeben; eine Eigenbewerbung ist nicht möglich. Die Verleihung des Preises findet öffentlich statt und wird meist von einer Ausstellung in der Bamberger Stadtgalerie Villa Dessauer begleitet. Gestiftet wurde der Preis 1990 von Gretel Hinniger, Mutter des 1988 tödlich verunglückten Bamberger Malers Volker Hinniger. Der Preis soll der Förderung junger Künstler dienen. Laut Stiftungssatzung wird der Preis an eine junge Künstlerin bzw. einen jungen Künstler verliehen, die/der zum Zeitpunkt der Preisverleihung nicht älter als 41 Jahre sein darf. Der Preis ist ausschließlich auf die bildende Kunst beschränkt. Die Höhe des Preisgeldes errechnet sich aus den Erträgen des Schenkungskapitals. Das Preisgeld 2020 beträgt 3.000 €.

## Preisträger: Volker-Hinniger-Preis
- 1992 Michael Seeling, Essen (Bildhauer) und Künstlergruppe „Das Institut“, Bamberg (mit Friedolin Kleuderlein, Bernhard Kümmelmann, Hubert Sowa und Tom Eisen)
- 1994 Jürgen Knubben, Rottweil (Metallbildhauer)
- 1996 Christine Gruber, Bamberg (Malerin) und Bernd Wagenhäuser, Bamberg (Bildhauer)
- 1998 Hannes Arnold, Heroldsberg (Bildhauer)
- 2000 Felicitas Aga, Kronach/London (Malerin)
- 2002 Wolfgang May, Nürnberg/Wien (Installations- und Performancekünstler)
- 2005 Justine Otto, Offenbach (Malerin)
- 2008 Richard Wientzek, Bamberg (Maler)
- 2011 Anke Armandi, Lichtenfels/Wien (Malerin)
- 2014 Sonja Ismayr, Bamberg (Fotografin)
- 2017 Sebastian Troeger, Nürnberg (Maler, Installations- und Performancekünstler)
- 2020 Stefanie Brehm,  Bamberg (Keramikerin, Objektkünstlerin)